# Heinrich Mitter
Heinrich Mitter (* 27. März 1929 in Graz) ist ein österreichischer theoretischer Physiker, der sich mit Quantentheorie und Theorie der Elementarteilchen beschäftigte.

## Leben
Mitter studierte an der Universität Graz, wo er 1953 bei Paul Urban promovierte und danach Assistent war. Danach war er in den 1950er Jahren am Max-Planck-Institut für Physik bei Werner Heisenberg in Göttingen und München, wo er über nichtlineare Spinor-Gleichungen im Rahmen von Heisenbergs damaligem Versuch einer vereinheitlichten Theorie der Elementarteilchen publizierte. 1965 habilitierte er sich an der TU München und war dort Privatdozent. 1969 bis 1976 war er Professor an der Universität Tübingen. Ab 1976 war er Professor an der Universität Graz, wo er 1983 bis 1985 Rektor war. Zwischen 1965 und 1993 betreute und begutachtete Mitter 15 Dissertationen und 15 Diplomarbeiten. 1997 wurde Mitter emeritiert.
Zu seinen Doktoranden zählt Harald Fritzsch.

## Schriften
- mit Ludwig Pittner New Developments in Mathematical Physics, Springer 1981
- Quantentheorie, BI Hochschultaschenbuch, Mannheim, 1969 bzw. 1994
- Elektrodynamik, BI Hochschultaschenbuch, Mannheim 1980 bzw. 1990
- Mechanik, BI Hochschultaschenbuch, Mannheim 1989

## Verweise
1. ↑  Hans-Peter Dürr, W. Heisenberg, H. Mitter, S. Schlieder, K. Yamazaki: Zur Theorie der Elementarteilchen. In: Zeitschrift für Naturforschung A. 14, 1959, S. 441–485 (PDF, freier Volltext).
2. ↑  W. Heisenberg, F. Kortel, H. Mitter: Zur Quantentheorie nichtlinearer Wellengleichungen III. In: Zeitschrift für Naturforschung A. 10, 1955, S. 425–446 (PDF, freier Volltext).

| Personendaten    | Personendaten                           |
| ---------------- | --------------------------------------- |
| NAME             | Mitter, Heinrich                        |
| KURZBESCHREIBUNG | österreichischer theoretischer Physiker |
| GEBURTSDATUM     | 27. März 1929                           |
| GEBURTSORT       | Graz                                    |